# Juan Carlos I (L-61)
El LHD Juan Carlos I (L-61), catalogado inicialmente como Buque de Proyección Estratégica, es un buque portaeronaves y de asalto anfibio de la Armada Española, a la falta de la sustitución de los V-8B Harrier II Plus será un futuro portahelicópteros similar a sus hermanos los buques de la clase Canberra. botado el 10 de marzo de 2008. Recibe su nombre en honor al rey Juan Carlos I.
Fue dado de alta en la Lista Oficial de Buques de la Armada y pasó a tercera situación a partir del día 30 de septiembre de 2010, con la designación de L-61 Juan Carlos I, por resolución 600/14700/2010, de 16 de septiembre, del almirante general jefe de Estado Mayor de la Armada, publicada en el Boletín Oficial de Defensa el 28 del mismo mes. En la citada fecha fue entregado a la Armada por Navantia en presencia de su epónimo, el rey Juan Carlos I.

## Descripción

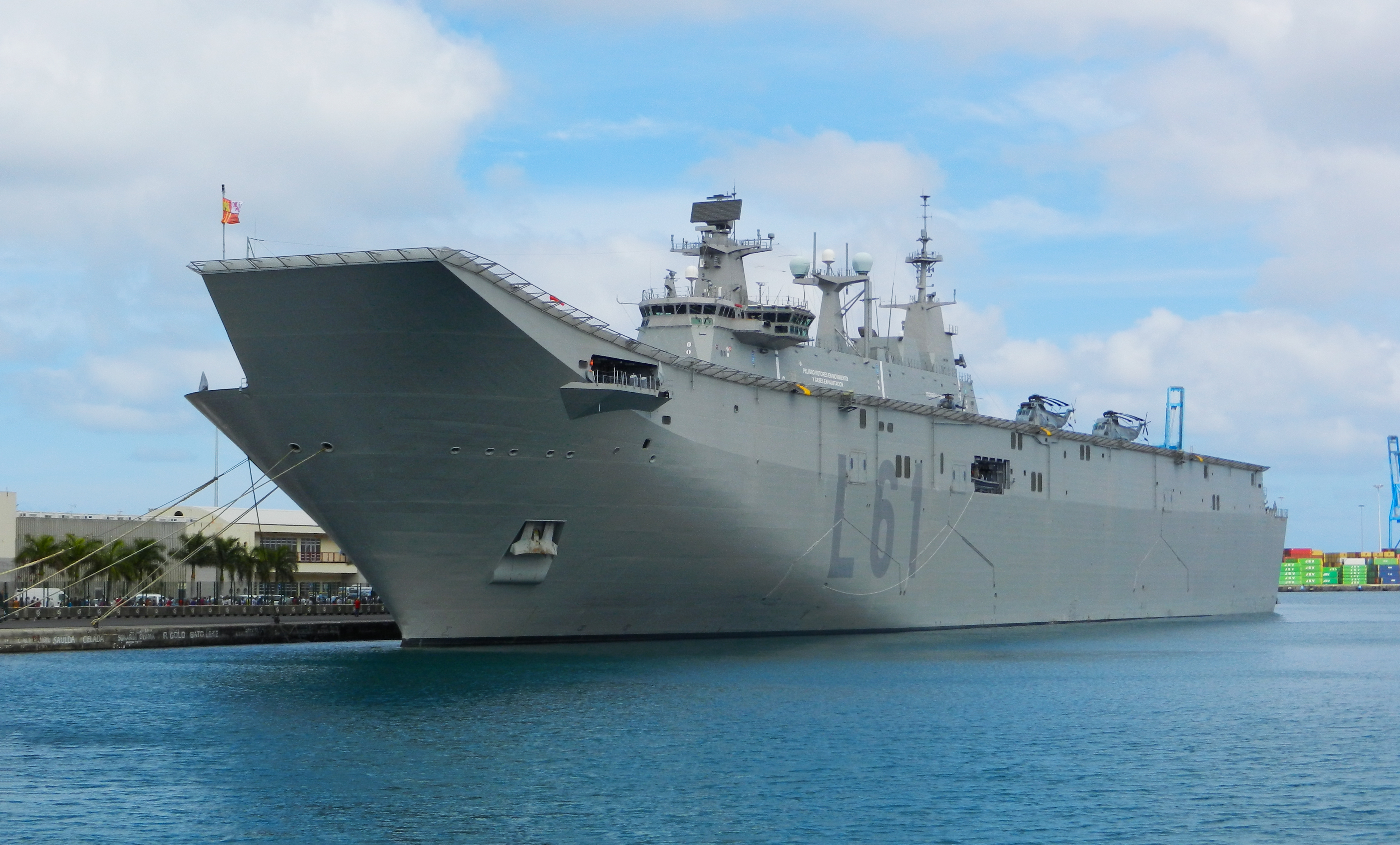
El LHD Juan Carlos I (L-61) es el mayor buque de la Armada de España, y el actual buque insignia.

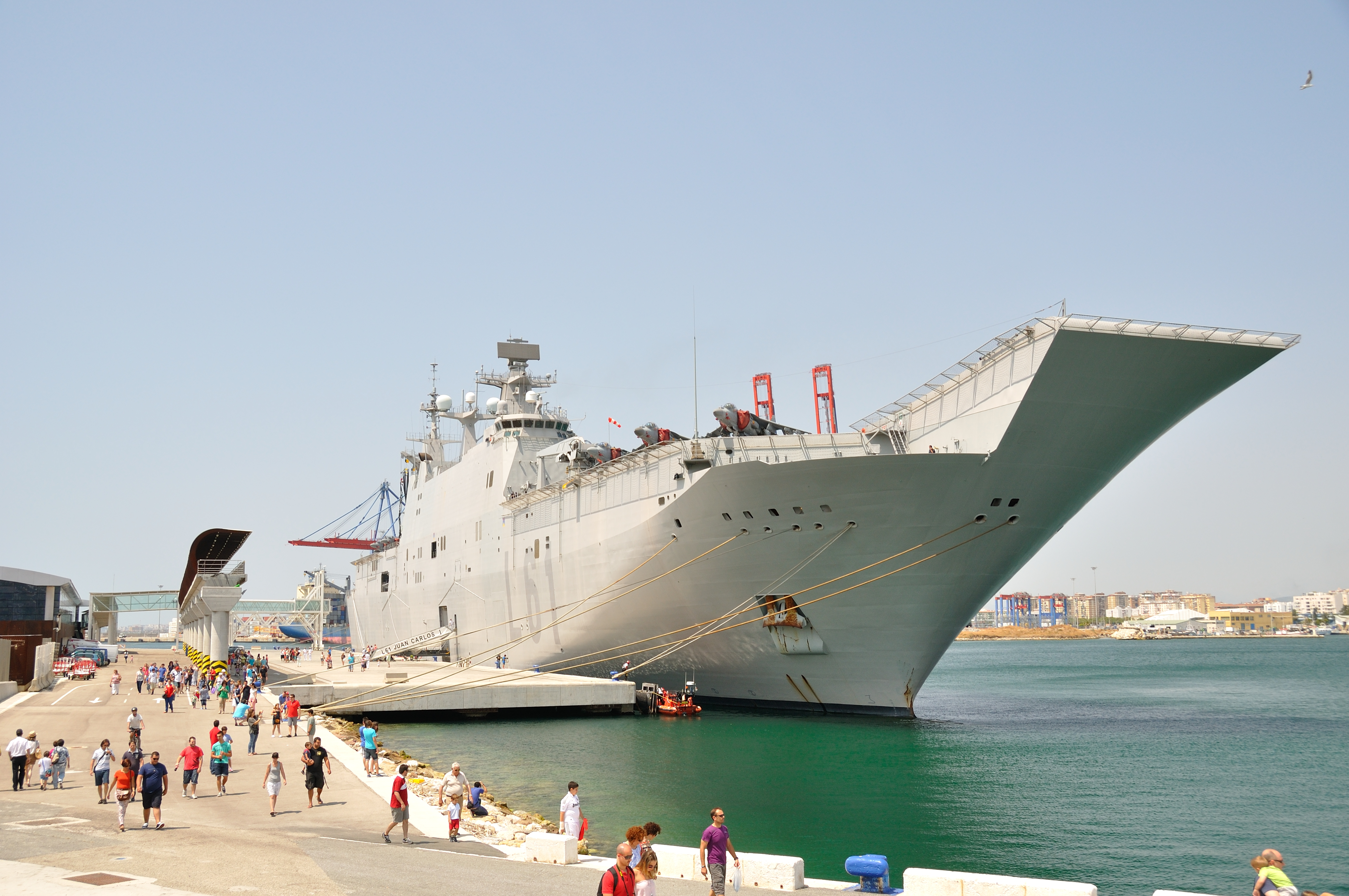
Vista por la amura de estribor.

El Juan Carlos I es un buque de guerra multipropósito, de la Armada Española, similar a los LHD estadounidenses de la Clase Wasp, con la adición del ski-jump a proa para mejorar las capacidades de carga de combustible y armamento de los aviones V/STOL, además de un nuevo sistema de propulsión eléctrico de larga autonomía. El diseño fue aprobado en septiembre de 2003 y Navantia Ferrol comenzó la construcción el 20 de mayo de 2005. El buque ha supuesto una carga de trabajo de 3,1 millones de horas para su fabricación y otras 775 000 horas de ingeniería.
La construcción del BPE (Buque de Proyección Estratégica) se encuadra en un marco histórico de aumento de los presupuestos y la asunción gradual de mayores responsabilidades internacionales por parte de España. El nuevo buque debe desempeñar un papel importante en la flota. Una plataforma que tiene como misiones:
- Apoyar la movilidad de los infantes de marina, suplementando al resto del Grupo Anfibio. Esta es su misión primaria, como atestigua su numeración, L-61. El buque tiene capacidad para permitir completar la proyección de una Brigada conjunta de Infantería de Marina.
- Realizar funciones de transporte estratégico de las fuerzas de tierra.
- Entre sus funciones previstas estaba la de actuar como plataforma alternativa del portaaviones Príncipe de Asturias para operar la aviación embarcada, cuando dicho buque estuviera inmovilizado por obras.  Tras la anticipada baja en febrero de 2013 del Príncipe de Asturias, el Juan Carlos I es el único buque con capacidad de operar aeronaves de ala fija en la Armada Española.

La función del buque se enmarca dentro de la estructura de la Flota de la Armada en un sólido Grupo de Proyección, con unidades aeronavales y anfibias (así como los dos buques de apoyo logístico). También se alinea con el cambio estratégico de la Marina estadounidense, al apostar por las operaciones fluviales y litorales, abandonando el carácter exclusivo que han tenido las maniobras en alta mar y el control de grandes extensiones del océano. La Armada española ha redefinido, por tanto, su estrategia, configurándose como una fuerza que proyecte su poder en el litoral y sobre la costa y, presumiblemente, hacia el interior. Por ello se hace necesario potenciar las capacidades anfibias con buques modernos y polivalentes para operaciones de paz, anfibias o humanitarias. Junto a la entrada en servicio de este buque se realizó la potenciación de la Infantería de Marina Española con nuevas lanchas LCM-1E, vehículos MOWAG Piranha, misiles Spike entre otros.

### Dotación
La tripulación del buque está en torno a los 243 efectivos, con equipos y elementos de ayuda para 1200 soldados.
- Dotación propia: 247
- Estado Mayor: 103
- Personal Fuerza de Desembarco: 890
- Grupo Naval de Playa: 23
- Dotación Unidades Aéreas Embarcadas: 172.

### Operaciones anfibias
Posee un dique inundable con capacidad para alojar hasta cuatro transportes de desembarco anfibio LCM-1E y cuatro supercat o un hovercraft LCAC (landing craft, air cushion). Asimismo cuenta con un hospital con dos quirófanos, sala de odontología, enfermería, UCI, rayos X, laboratorio, farmacia. El garaje y el hangar están construidos en dos niveles de 6000 m² y son espacios versátiles, con capacidad para 6000 t de carga cada uno:
- Garaje de vehículos pesados con 1410 m².
- Garaje de vehículos ligeros de 1880 m².
- Hangar: 990 m².
- Municiones: 600 m².

### Operaciones aéreas

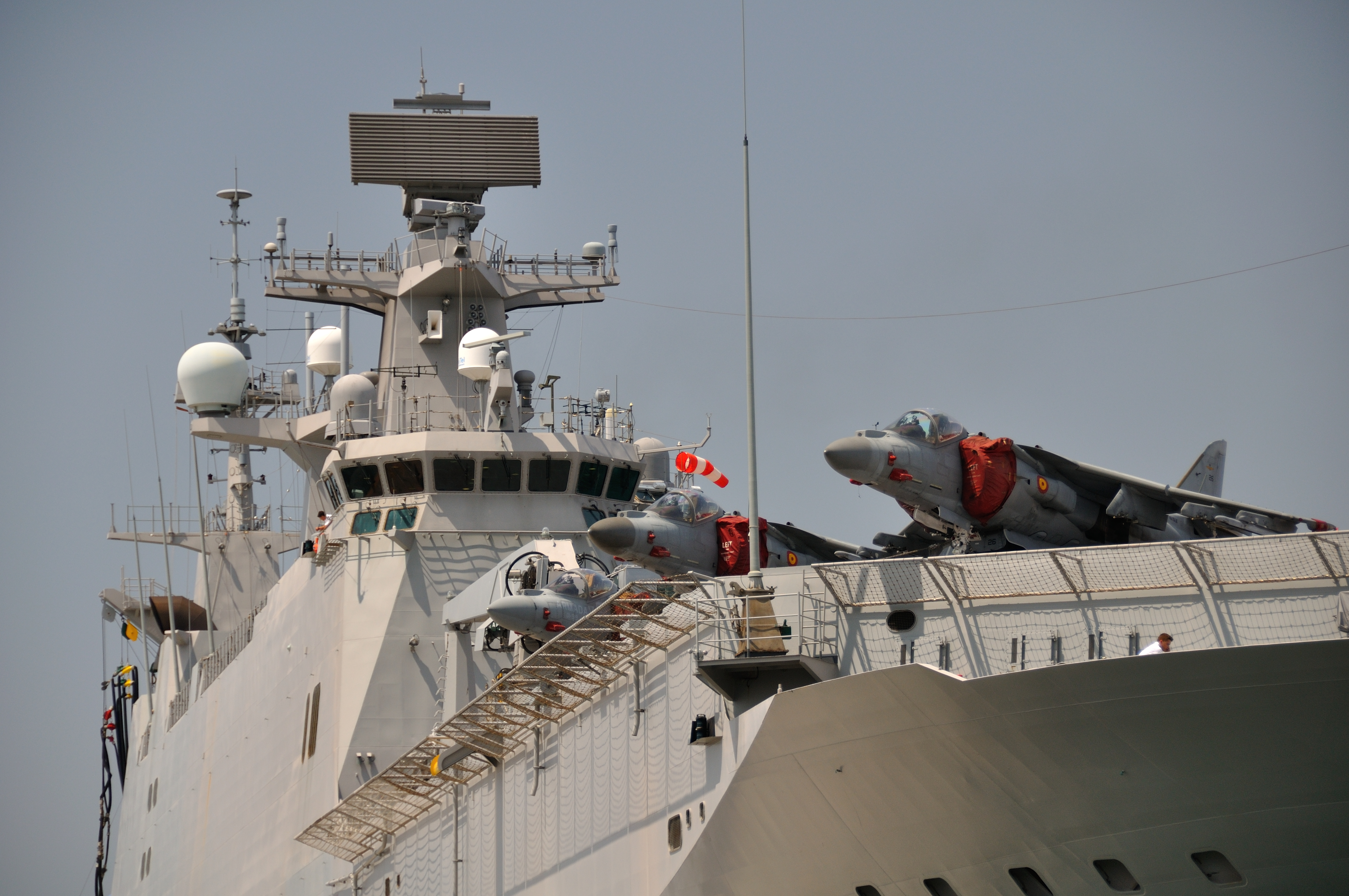
Aeronaves estacionadas sobre la cubierta del buque.

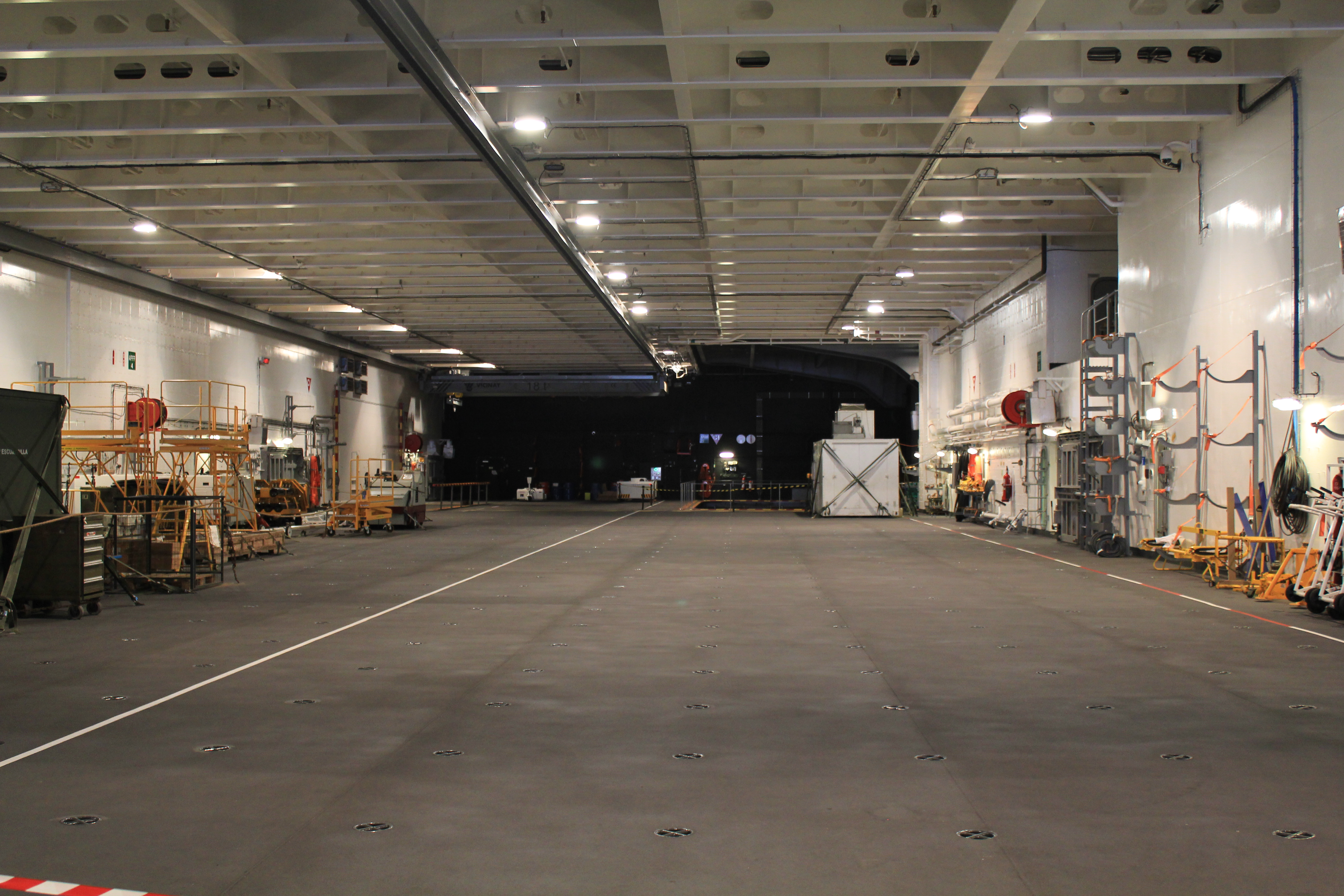
Hangar de aeronaves del Juan Carlos I.

El buque cuenta con dos ascensores con capacidad para operar JSF y dispone asimismo de una cubierta de vuelo de 202 × 32 m con ski-jump de 12º de inclinación. Tiene capacidad para operar con aeronaves Harrier, F-35B, V-22 Osprey (un punto de toma), o helicópteros. De estos pueden operar simultáneamente seis medios (SH-3, NH-90 o AB-212) o cuatro pesados (CH-47 Chinook).
Dependiendo de la configuración puede operar con treinta helicópteros medios y pesados, o entre diez y doce AV-8B+ y una cantidad equivalente de helicópteros medios. En el futuro es posible que la Armada adquiera una docena de F-35 en su variante bravo, provista de despegue y aterrizaje vertical para poder operar en el Buque de Asalto Anfibio. De momento, la vida útil de los Harrier se ampliará hasta 2034.

### Propulsión

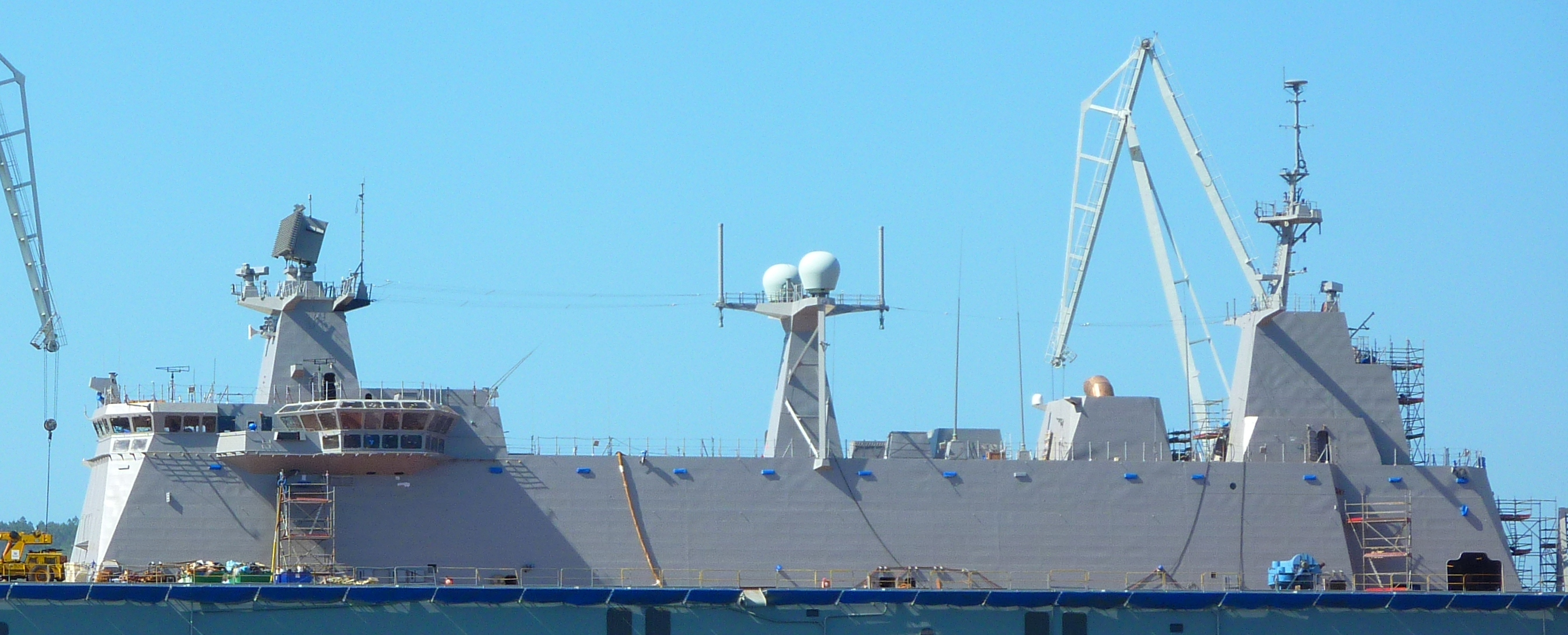
Superestructura.

Es el primer buque en el cual la Armada Española en emplear una versión mejorada de propulsión diésel-eléctrica. Su planta motriz es una turbina de gas de 19,75 MW y dos generadores diésel de 7,86 MW. Cuenta con dos POD de 11 MW cada uno con dos hélices de palas fijas de ø4,5 m. Su autonomía es de nueve mil millas a quince nudos. Su velocidad máxima sostenida es de 19,5 nudos en operaciones anfibias y de 21 nudos en operaciones aéreas.
Durante su varada de 2020, la Armada encargó a la empresa suiza especializada en generación de energía eléctrica y automatización industrial ABB (Asea Brown Boveri) un informe sobre la posibilidad de sustituir la propulsión del buque debido a sus problemas de ruido y vibraciones y ante su baja fiabilidad.

## Componentes
Alemania -  España -  Estados Unidos -  Francia -  Portugal -  Suiza

### Estructura
| Sistema | País              | Fabricante | Notas |
| ------- | ----------------- | ---------- | ----- |
| Casco   | Bandera de España | Navantia   |       |

### Electrónica
| Sistema                                                          | País                | Fabricante     | Notas                                                                                  |
| ---------------------------------------------------------------- | ------------------- | -------------- | -------------------------------------------------------------------------------------- |
| Sistema Integrado de Control de Plataforma (SICP)                | Bandera de España   | FABA Sistemas  | Filial de Navantia.                                                                    |
| Sistema de combate (SCOMBA)                                      | Bandera de España   | FABA Sistemas  | Originalmente sistema AEGIS estadounidense, siendo sustituido por la versión nacional. |
| Consolas multifunción (CONAM)                                    | Bandera de España   | Sainsel        | Doce consolas, dos de tres monitores y diez de dos monitores.                          |
| Warship Electronic Chart Display and Information System (WECDIS) | Bandera de España   | Sainsel        | Filial de Navantia.                                                                    |
| Sistema de navegación DIANA                                      | Bandera de España   | Indra Sistemas | [ 16 ]                                                                                 |
| Radar principal                                                  | Bandera de España   | Indra Sistemas | Modelo LANZA-N.                                                                        |
| Radar de superficie                                              | Bandera de España   | Indra Sistemas | Modelo ARIES-Nav.                                                                      |
| Radar secundario                                                 | Bandera de España   | Indra Sistemas | Modelo ARIES SAAS.                                                                     |
| Radar de aproximación de aeronaves                               | Bandera de España   | Indra Sistemas | Modelo ARIES PAR.                                                                      |
| Radar ESM/ECM                                                    | Bandera de España   | Indra Sistemas | Modelo Rigel.                                                                          |
| IFF                                                              | Bandera de España   | Indra Sistemas | Incluidos modos 5 y modo S.                                                            |
| Sistema de comunicaciones integradas ICCS-5                      | Bandera de Portugal | EID            |                                                                                        |
| Sistemas de enlaces de datos Link-11 y Link-22                   | Bandera de España   | Tecnobit       | LINPRO.                                                                                |
| Sistema de vigilancia optrónica                                  | Bandera de España   | Tecnobit       | Modelo ARGOS.                                                                          |
| Sistema de Control de Personal y Material                        | Bandera de España   | GMV            |                                                                                        |

### Armamento
Al igual que la mayoría de buques de la Armada Española, el Juan Carlos I no dispone de armamento de proximidad (CIWS, por sus siglas en inglés). Si bien existe una reserva de espacio para este tipo de sistemas.
La compañía MBDA España y la Subdirección General de Adquisiciones de la Dirección General de Armamento y Material firmaron un contrato para estudiar la viabilidad del desarrollo e integración de un sistema de misiles de defensa de punto basado en la última versión del misil MBDA Mistral. Por otra parte, la española Escribano Mechanical & Engineering confirmaron que trabajan en un nuevo sistema de defensa antiaérea para buques.
Desde su entrada en servicio, los buques de alto valor estratégico para la Armada como el Landing Helicopter Dock (LHD) Juan Carlos I, los buques de Asalto Anfibio Galicia y Castilla y los buques de Aprovisionamiento de Combate Patiño y Cantabria, no están provistos de este sistema.
En 2019 se firmó la instalación de treinta y cuatro torres Guardián 2.0 de empleo remoto fabricados por la empresa Escribano y la preinstalación de otras 8 torres en distintos buques de la Armada, entre ellos Las F-100, el Juan Carlos I, los Galicia, Castilla Patiño y Cantabria y dos de las fragatas de clase Santa María, quedando las preinstalaciones para las cuatro Santa María restantes, aunque estas instalaciones no son CIWS. Se prevé que el Juan Carlos I reciba cuatro de estos montajes.
| Sistema                 | País                                    | Fabricante                         | Notas |
| ----------------------- | --------------------------------------- | ---------------------------------- | --- |
| Ametralladoras medianas | Bandera de Estados Unidos               | Browning Arms Company              | Cuatro unidades del modelo Browning M2 de 12,7 mm |
| Ametralladoras ligeras  | Bandera de Alemania · Bandera de España | Rheinmetall Santa Bárbara Sistemas | Dos unidades del modelo MG3 de 7,62 mm fabricadas por Santa Bárbara Sistemas bajo licencia de Rheinmetall (empresa española vendida a General Dynamics). |

### Propulsión
| Sistema                                   | País                      | Fabricante       | Notas                                       |
| ----------------------------------------- | ------------------------- | ---------------- | ------------------------------------------- |
| CODLAG (COmbined Diesel-eLectric and Gas) |                           |                  |                                             |
| Turbina                                   | Bandera de Estados Unidos | General Electric | 19 750 kW.                                  |
| Motores                                   | Bandera de España         | Navantia         | Dos motores modelo Navantia-MAN de 7860 kW. |
| Propulsores azimutales                    | Bandera de Suiza          | ABB              | Dos pods Azipod MO1800                      |

### Aeronaves
| Sistema                  | País                      | Fabricante                    | Notas            |
| ------------------------ | ------------------------- | ----------------------------- | ---------------- |
| Avión de ataque a tierra | Bandera de Estados Unidos | McDonnell Douglas             | AV-8B Harrier II |
| Helicóptero              | Bandera de Estados Unidos | Boeing                        | CH-47 Chinook    |
| Helicóptero              | Bandera de Estados Unidos | Sikorsky Aircraft Corporation | SH-3D            |
| Helicóptero              | Bandera de Francia        | NHIndustries                  | NH90             |

## Botadura y pruebas de mar

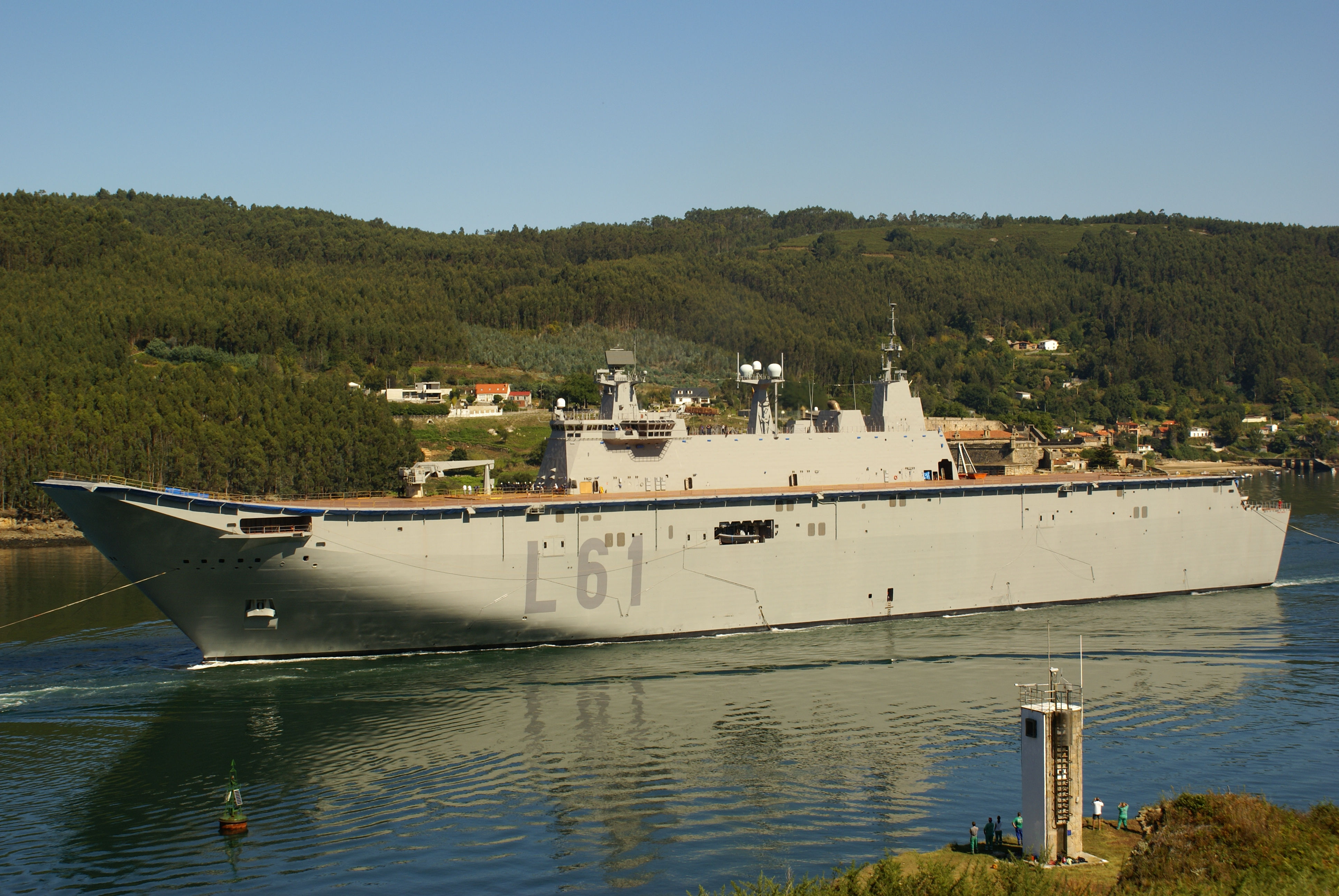
El Juan Carlos I en la ría de Ferrol durante sus pruebas de mar.

Su botadura se realizó el 10 de marzo de 2008, justo después de las elecciones generales en presencia de los Reyes de España. Sucede a las llamadas «cornudas», Hernán Cortés (L-41),  y Pizarro (L-42), ambos LST, buque de desembarco de tanques de la Clase Newport, que serán dadas de baja tanto por su antigüedad como por razones presupuestarias, sus costes operativos se asignarán a la operación del nuevo barco. El 18 de abril de 2008, a primera hora de la mañana, cuando se encontraba atracado en proceso de armamento, fase final de su construcción, en los muelles de Navantia, se rompió la estacha de popa debido a la fuerza del viento. El buque, que tiene un puntal de veintisiete metros, quedó al garete y comenzó a separarse del muelle de armamento; sin embargo, el percance fue resuelto con el concurso de cinco remolcadores para devolverlo a su lugar.

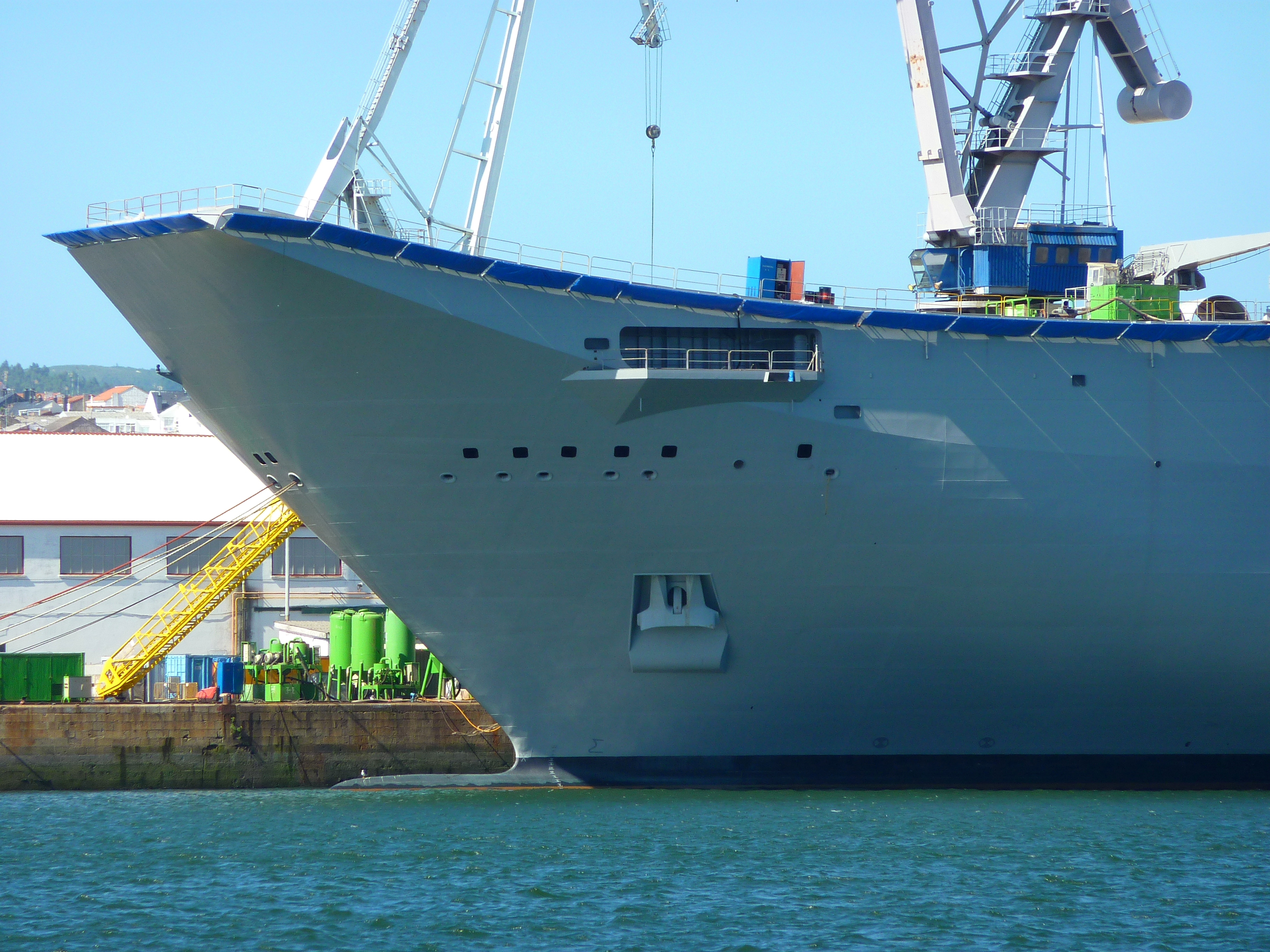
Detalle de la rampa de despegue.

El 22 de septiembre de 2009, ayudado por dos remolcadores, se hizo a la mar por primera vez para realizar sus primeras pruebas en mar abierto. En febrero de 2010 se instaló el nuevo motor después de que uno de los dos motores del buque resultara averiado en el verano de 2009 por el mal funcionamiento de un motor auxiliar. El 24 de mayo de 2010 comenzaron las últimas pruebas en alta mar, que se dieron por finalizadas el 2 de junio de 2010. Se esperaba que fuera entregado a la Armada el 24 de junio, sin embargo, la política de recorte del gasto presupuestario del gobierno en general y de Defensa en particular motivaron que el Ministerio dilatase al máximo los plazos de entrega. Igualmente, en las primeras pruebas, se detectaron problemas de cavitación en las palas de las dos hélices delanteras, lo que condujo al rediseño de estas. Tras su colocación, realizó nuevas pruebas en el mar entre el 24 y el 25 de agosto a unas quince millas entre Ferrol (La Coruña) y La Coruña, con el apoyo de la fragata Álvaro de Bazán.

## Historial de servicio
En mayo de 2010 el portaaviones Príncipe de Asturias protagonizó su primer encuentro con el Juan Carlos I, a unas diez millas de la bocana de la Ría de Ferrol. El buque se encontraba realizando ejercicios con las fragatas de la 31.ª Escuadrilla de Escoltas y el BAC Patiño, mientras el Juan Carlos I realizaba pruebas de mar previas a su entrega a la Armada.
Fue entregado oficialmente a la Armada Española el 30 de septiembre de 2010. El 20 de octubre de 2010, zarpó del puerto de Ferrol, para después de efectuar dos días de pruebas en aguas gallegas, zarpar con rumbo a su puerto base; en la base naval del pueblo gaditano de Rota, a donde arribó el 24 de octubre de 2010.

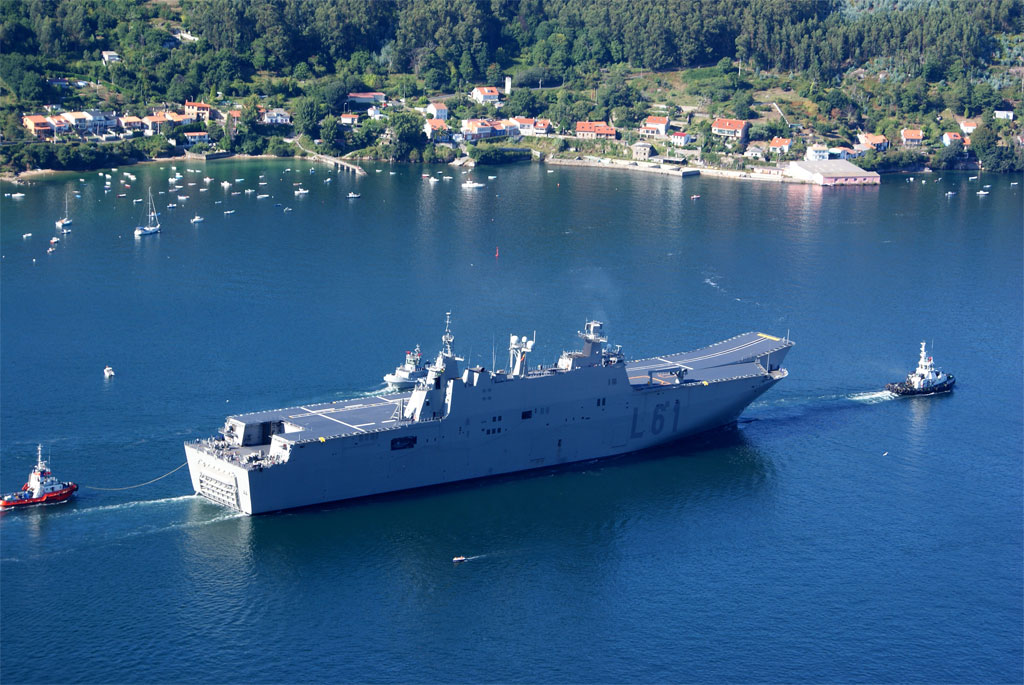
Vista aérea del Juan Carlos I cruzando la ría de Ferrol.

En febrero de 2011, participó en los ejercicios ADELFIBEX 01/11 en aguas de la Bahía de Cádiz junto al Castilla, al Pizarro y seis embarcaciones LCM-1E del grupo naval de playa, así como unidades de la Brigada de Infantería de Marina. Durante estos ejercicios, el 8 de febrero a las 10:51 horas, se produjo la primera toma de un helicóptero a bordo, en concreto un SH-3D Sea King de la quinta escuadrilla. El 2 de mayo de 2011, zarpó de su base para comenzar su crucero de resistencia, con fecha de finalización prevista el 11 de junio; ese mismo día, se produjo la primera toma a bordo de un Harrier AV-8B de la 9.ª escuadrilla. En el transcurso de este crucero, tocó los puertos de Las Palmas de Gran Canaria, Cartagena (Murcia), Tolón (Francia), Estambul (Turquía) y Ceuta. Arribó a Las Palmas el 6 de mayo de 2011, permaneciendo en el citado puerto hasta el domingo 8 de mayo. Permaneció en Cartagena (Murcia) entre el 13 y el 15 de mayo, el 24 y 25 de mayo en Mahón (Baleares), del 29 de mayo al 3 de junio en Estambul y del 9 al 11 de junio en Ceuta. El 22 de agosto, zarpó desde su base de Rota con rumbo a aguas gallegas, para someterse a obras de final de garantía, haciendo escala en Ferrol (La Coruña) y Vigo (Pontevedra).
Entre diciembre de 2011 y enero de 2012, realizó en Rota (Cádiz) la evaluación operativa con helicópteros Boeing CH-47 Chinook, consistente en pruebas de carga, transporte, movimiento en cubierta de vuelo y hangares con los medios disponibles a bordo, así como de operación. Para estas pruebas se utilizó un helicóptero perteneciente a las FAMET. En el transcurso de un viaje de instrucción de guardiamarinas y aspirantes iniciado en Ferrol (La Coruña) el 8 de junio, entre el 17 y el 22 de junio, participó en aguas de Rota junto al Galicia y la Numancia en el ejercicio anfibio MARFIBEX, haciendo escala en Alicante los días 30 de junio y 1 de julio, donde en su cubierta de vuelo, realizaron una jura de bandera cuatrocientos civiles. Posteriormente zarpó con rumbo a Cartagena (Murcia) y Lisboa (Portugal), estando previsto que finalice su despliegue en Rota el 13 de julio de 2012. Tras participar en el ejercicio ADELFIBEX 03/12 en aguas de la bahía de Cádiz realizó una evaluación operativa con unidades de las FAMET con helicópteros Eurocopter EC665 Tigre y Eurocopter AS 532 Cougar, y posteriormente, a mediados de noviembre, participó junto al Galicia en el ejercicio COPEX-2012, junto con unidades del Ejército de Tierra.

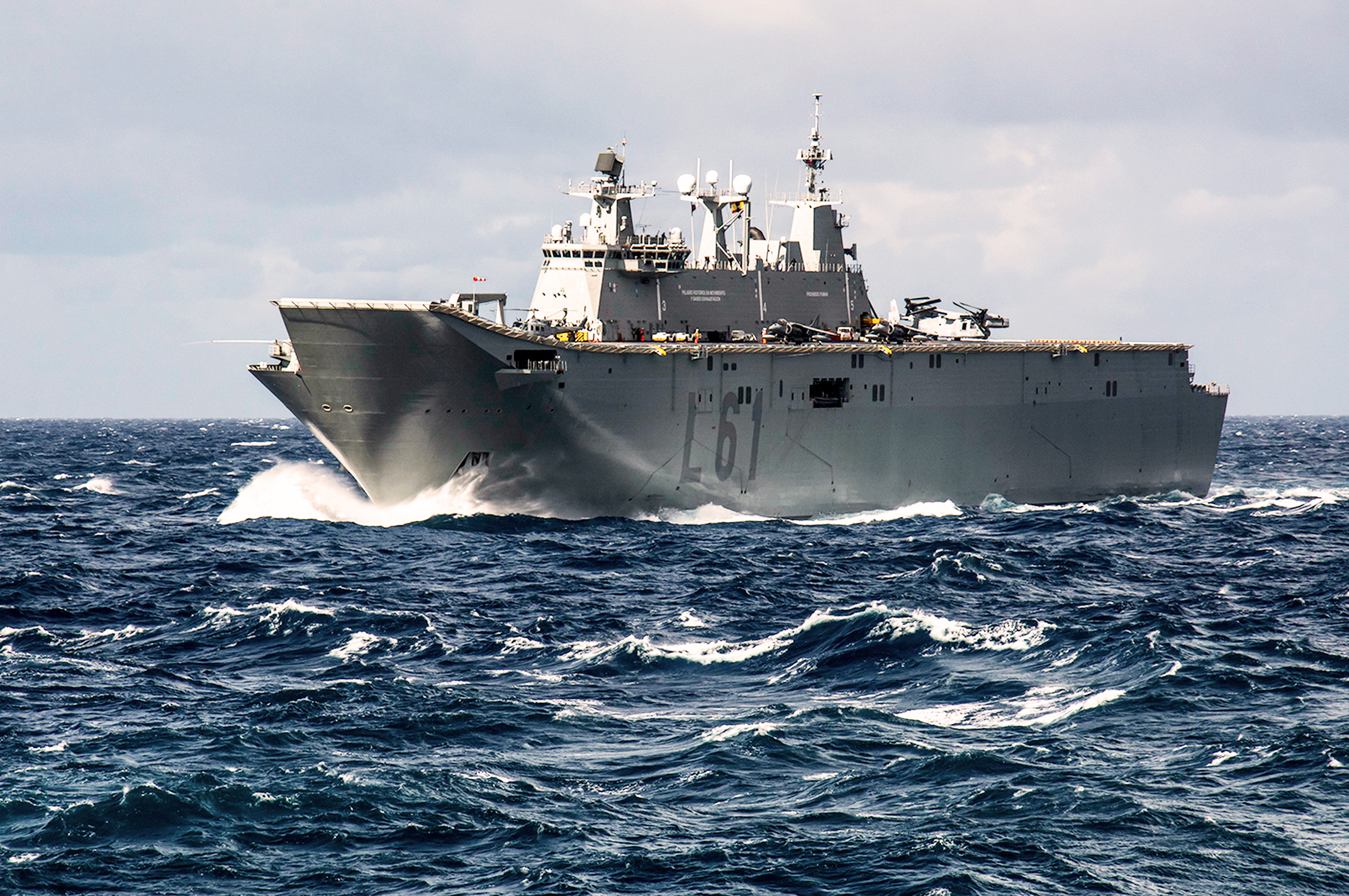
El buque Juan Carlos I durante los ejercicios multinacionales Trident Juncture 2015 celebrados en el Mediterráneo.

En 2012 los planes de austeridad aplicados por la Armada implicaron la jubilación del Príncipe de Asturias ante el alto coste de la renovación general que le tocaba y el coste de tener ambos buques en servicio al mismo tiempo. El Juan Carlos I tomó el relevo como buque insignia de la Armada Española tras pasar un exhaustivo programa de entrenamiento y calificaciones.
El 17 de septiembre de 2013, recibió de manos de la reina Sofía su bandera de combate en el puerto de Cádiz en presencia del ministro de defensa, Pedro Morenés y del Almirante Jefe del Estado Mayor de la Armada (Aljema), Manuel Rebollo García.
El 18 de junio de 2014, se produjo a bordo el primer apontaje de un convertiplano Osprey MV-22B del Cuerpo de Marines de los Estados Unidos durante una prueba realizada en aguas de la bahía de Cádiz. El 25 de agosto partió desde el interior del buque la tercera etapa de la Vuelta Ciclista a España con el recorrido Cádiz-Arcos de la Frontera. A mediados de octubre de 2014 participó en aguas de Cartagena en el ejercicio de la OTAN Noble Mariner-14, junto a otros veinticuatro buques de superficie y seis submarinos de dieciséis países.
El 12 de enero de 2015 entró en el dique seco propiedad de Navantia del astillero de Puerto Real, para realizar su primera varada, con una duración prevista de mes y medio y en la que se sometió a tareas de mantenimiento,  las cuales fueron concluidas el 20 de febrero de 2015. En octubre de 2015 participó en los ejercicios multinacionales Trident Juncture 2015, que tuvieron lugar en España, Italia y Portugal.
El 2 de mayo de 2018 zarpó desde su base en Rota escoltado por la fragata  Blas de Lezo (F-103) para trasladar a bordo tres Chinook HT-17 y dos Cougar HT-27 de las Fuerzas Aeromóviles del Ejército de Tierra hasta Kuwait, para el posterior despliegue de estas unidades en la base de Taji en Irak. Arribó a Kuwait el 24 de mayo sin realizar escalas y posteriormente, zarpó el 28 de mayo de 2018 con destino a Bombay, donde está previsto haga escala entre el 2 y el 6 de junio, para apoyar las opciones de Navantia para construir cuatro buques iguales para India.
En junio de 2019 participó en el ejercicio de la OTAN Baltops 19 en aguas del báltico junto con las fragatas  Almirante Juan de Borbón y  Cristóbal Colón.
El 9 de noviembre de 2020, ingresó en las instalaciones de Navantia de Puerto Real para tareas de mantenimiento y reparación, con un periodo de permanencia estimado hasta el 27 de diciembre. La varada finalizó el 19 de diciembre de 2020 con varios días de antelación sobre la fecha prevista.
Tras las catastróficas consecuencias de los Terremotos de Turquía y Siria de 2023 la madrugada del día 6 de febrero, el Grupo Anfibio Aeronaval «Dédalo 23» —que se encuentra desplegado en el Mediterráneo desde el pasado 16 de enero— puso rumbo a la costa turca preparado para dar apoyo y ayuda humanitaria a la población afectada, bajo control operativo del Mando de Operaciones. El Grupo Anfibio Aeronaval está compuesto por el Juan Carlos I, una unidad aérea embarcada compuesta por aviones  Harrier AV8B+ y helicópteros, un Batallón Reforzado de Desembarco de Infantería de Marina, el buque anfibio Galicia, la fragata  Blas de Lezo y el buque de aprovisionamiento en combate Cantabria.

## Exportaciones
La primera en mostrar su interés fue la Armada de Bélgica, que consideró la compra de una unidad, llegando la entonces Izar a publicar un dibujo del buque con helicópteros Sikorsky SH-3 Sea King con el característico camuflaje de los ejemplares belgas sobre su cubierta, aunque finalmente descartó la adquisición por motivos presupuestarios.
En septiembre de 2009, Rusia invitó a Navantia a participar en el concurso para dotarse de cuatro buques portahelicópteros, aunque finalmente el diseño francés Mistral fue el escogido. La Armada Real de Noruega, que busca hacerse con un buque de estas características, ha declarado por medio de su responsable que Navantia es un candidato «muy bien posicionado» para el contrato. Otros potenciales compradores identificados por el propio astillero son Chile, Sudáfrica, Malasia.

### Australia

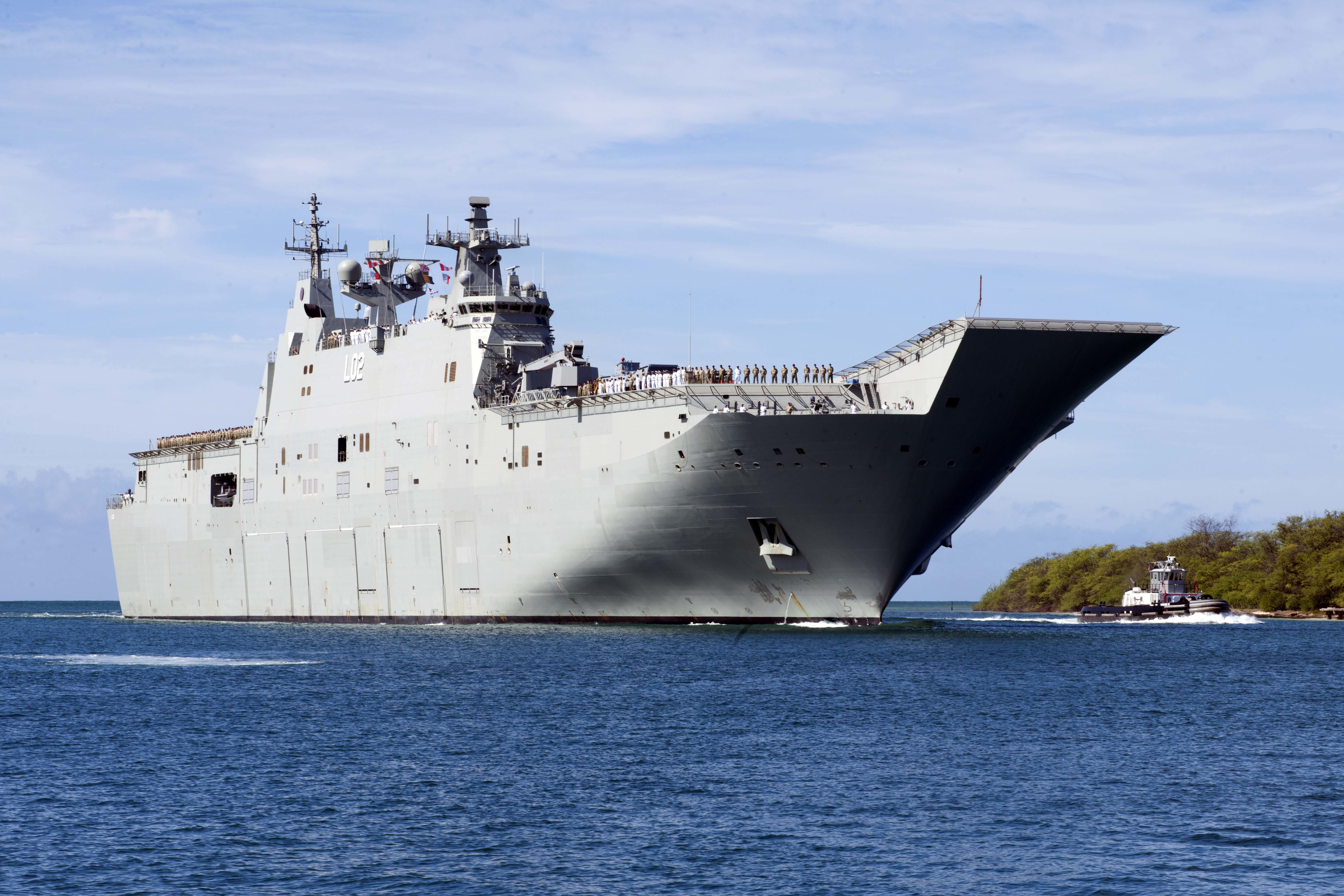
El buque australiano Canberra en Pearl Harbor. Es la primera unidad de la Clase Canberra, cuyo diseño está basado en el Juan Carlos I.

Por otro lado, después de una competencia muy larga con la propuesta francesa, una versión modificada de la clase Mistral, similar al diseño español pero ligeramente más pequeño (veinticuatro mil toneladas a plena carga), el primer ministro de Australia anunció en 2007 que la Armada Real Australiana adquiriría dos naves basadas en el diseño del Juan Carlos I, conocidas como Clase Canberra, el HMAS Canberra y el HMAS Adelaide. Fue un logro muy importante, que se acrecienta por el hecho de que su competidor fuera un buque en servicio desde el año anterior, mientras que el español era tan solo un proyecto, pero su neta superioridad frente al modelo de Armaris (DCNS) -opinión generalizada en el ambiente naval- inclinó la balanza a su favor. El contrato ascendió a 1411,6 millones de €, de los que 915 fueron para Navantia, que además de encargarse del diseño y la mayor parte de la construcción de los barcos, suministró también equipos de motores y el sistema integrado de control de la plataforma.
El casco de estas naves se construyó en Navantia-Ferrol-Fene, con la excepción de las superestructuras. Posteriormente, fueron conducidos a Australia, donde los trabajos fueron finalizados por BAE Systems Australia (antes Tenix Defence), socio local de Navantia. Alrededor del 80 % del programa se ha ejecutado en España, lo cual supuso para Navantia 9 347 700 horas de trabajo, de ellas 9 300 000 horas para el astillero de Ferrol-Fene, 24 000 horas para la Unidad de Motores de Cartagena (Murcia) y 23 700 horas para Sistemas FABA de San Fernando (Cádiz). Su grado de similitud con el barco español es muy alto, siendo las principales diferencias el sistema de combate y algunos equipos, modificados para cumplir con las normativas australianas, especialmente de carácter medioambiental. El primer buque australiano entró en servicio en 2014 y el segundo en 2015.

### Turquía

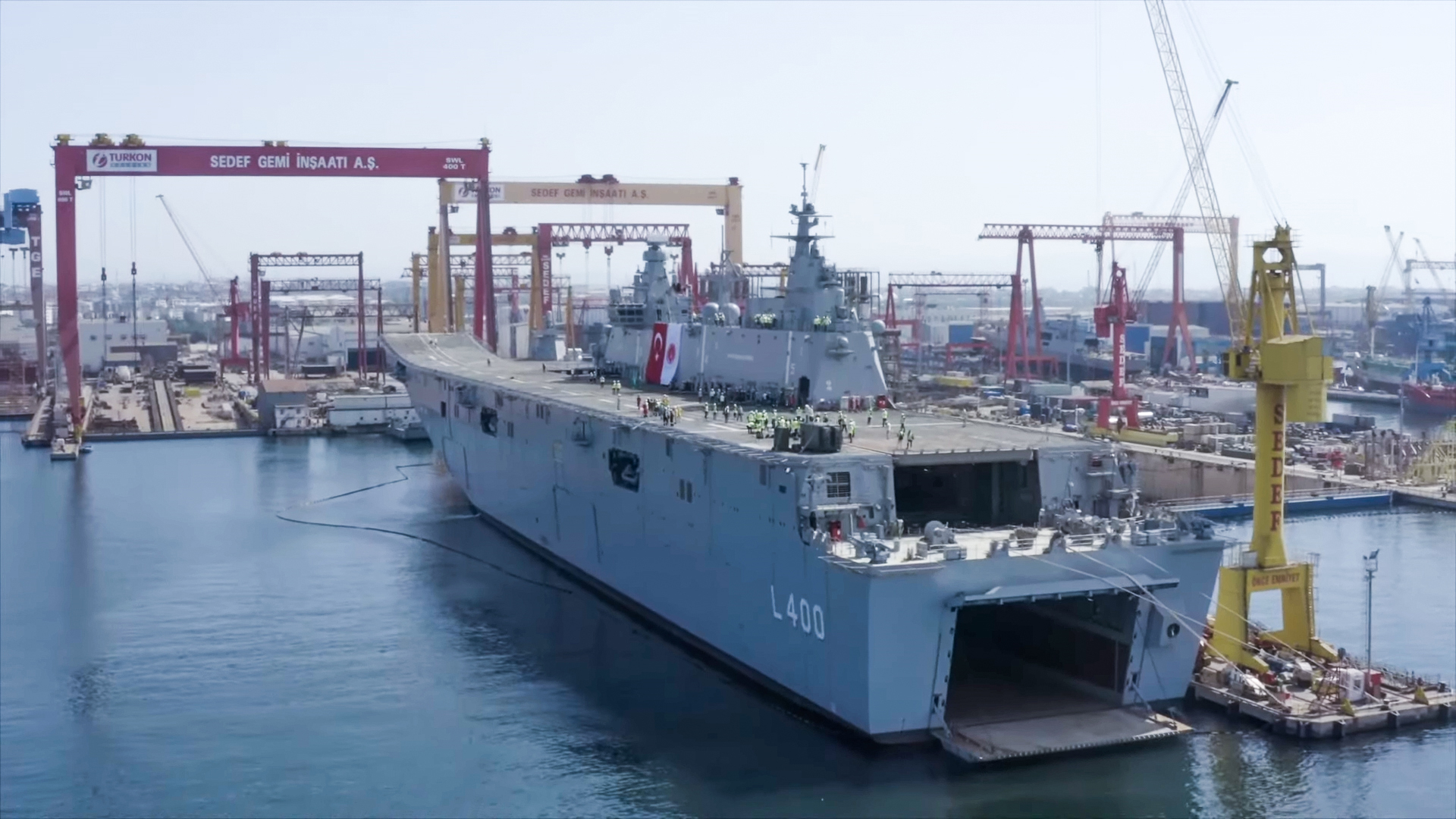
El buque turco Anadolu durante su proceso de construcción.

Turquía inició un concurso para la construcción de un buque de tipo LHD, que será fabricado en sus propios astilleros al que Navantia presentó su diseño basado en el L-61. En mayo de 2011 el L-61 se desplazó hasta Turquía para ser presentado a las autoridades locales. El 29 de diciembre de 2013 la Armada de Turquía seleccionó a Navantia para que, junto a su socio local, Sedef, llevara a cabo la construcción del TCG Anadolu (L-408) un buque de tipo LHD basado en el Juan Carlos I y cuatro lanchas de desembarco, que supondrán en conjunto ochocientas mil horas de trabajo para los astilleros españoles. Navantia aportará el diseño, transferencia de tecnología, equipos y asistencia técnica para su construcción en Turquía, así como los motores, la turbina y el sistema integrado de control de plataforma, entre otros sistemas.
La construcción de un buque gemelo con el nombre de TCG Trakya (Tracia en turco), está en los planes de la Armada Turca.

## Galería

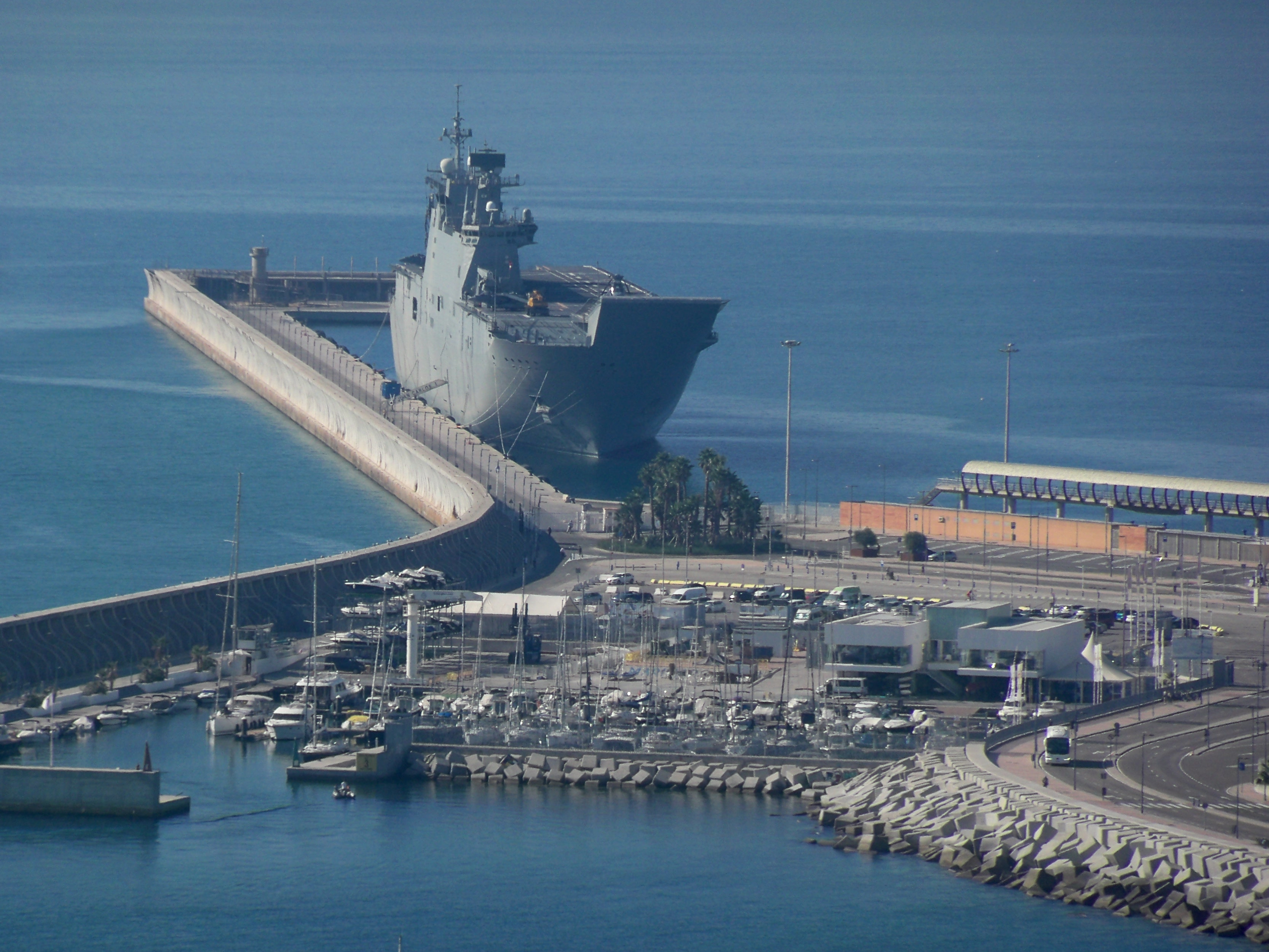
El L-61 atracado en Málaga en 2021.
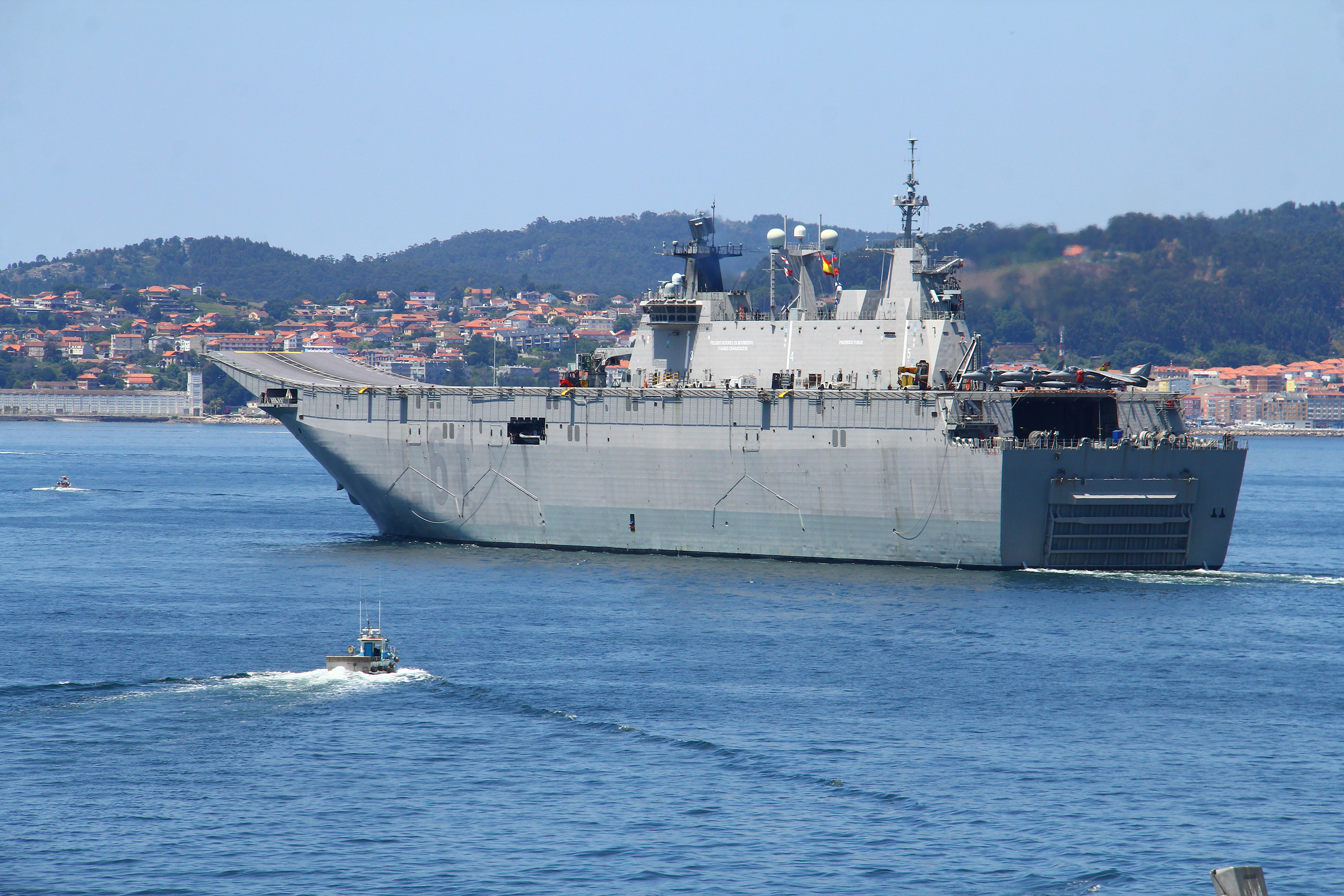
Vista de babor del barco.
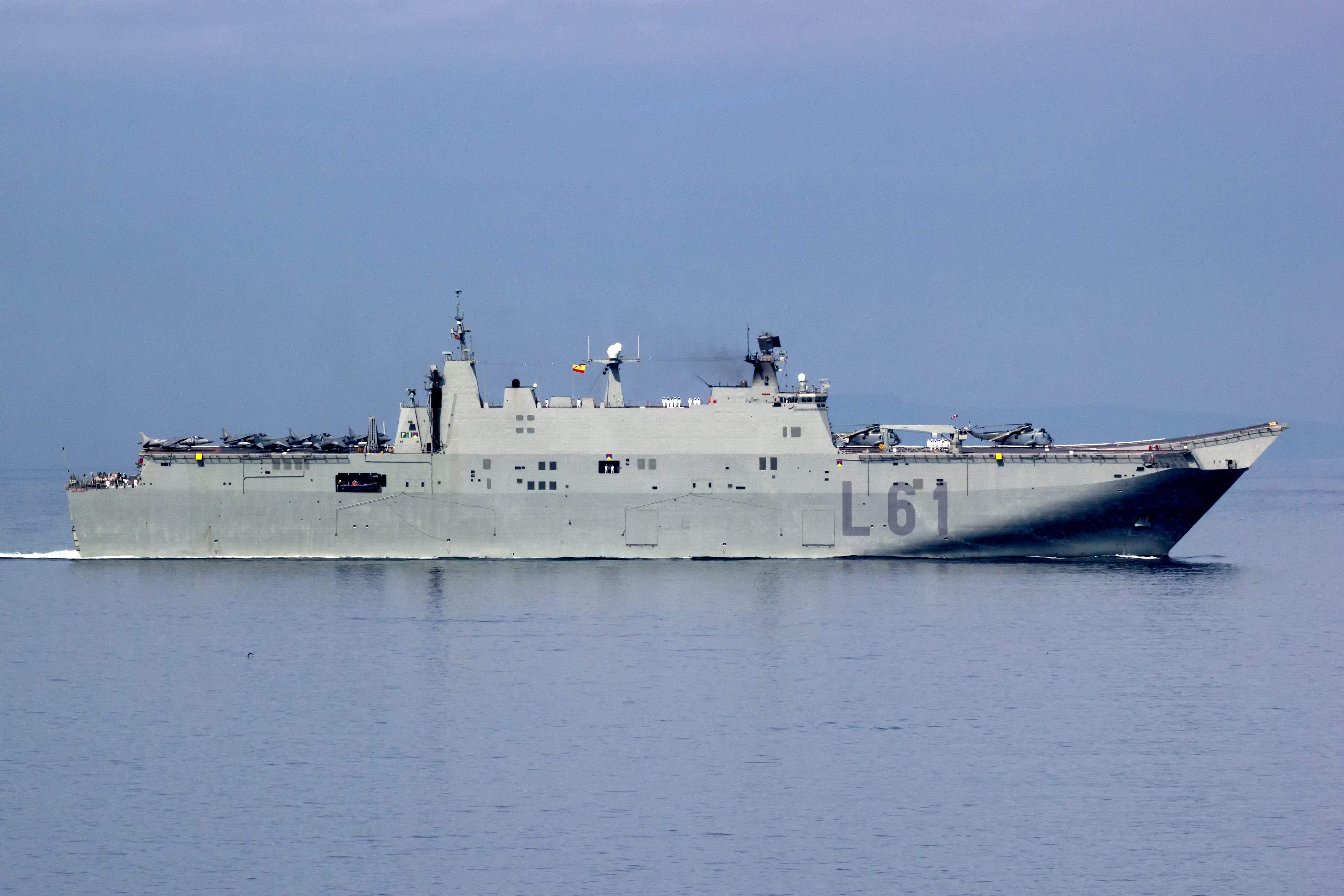
Vista desde estribor del L-61.
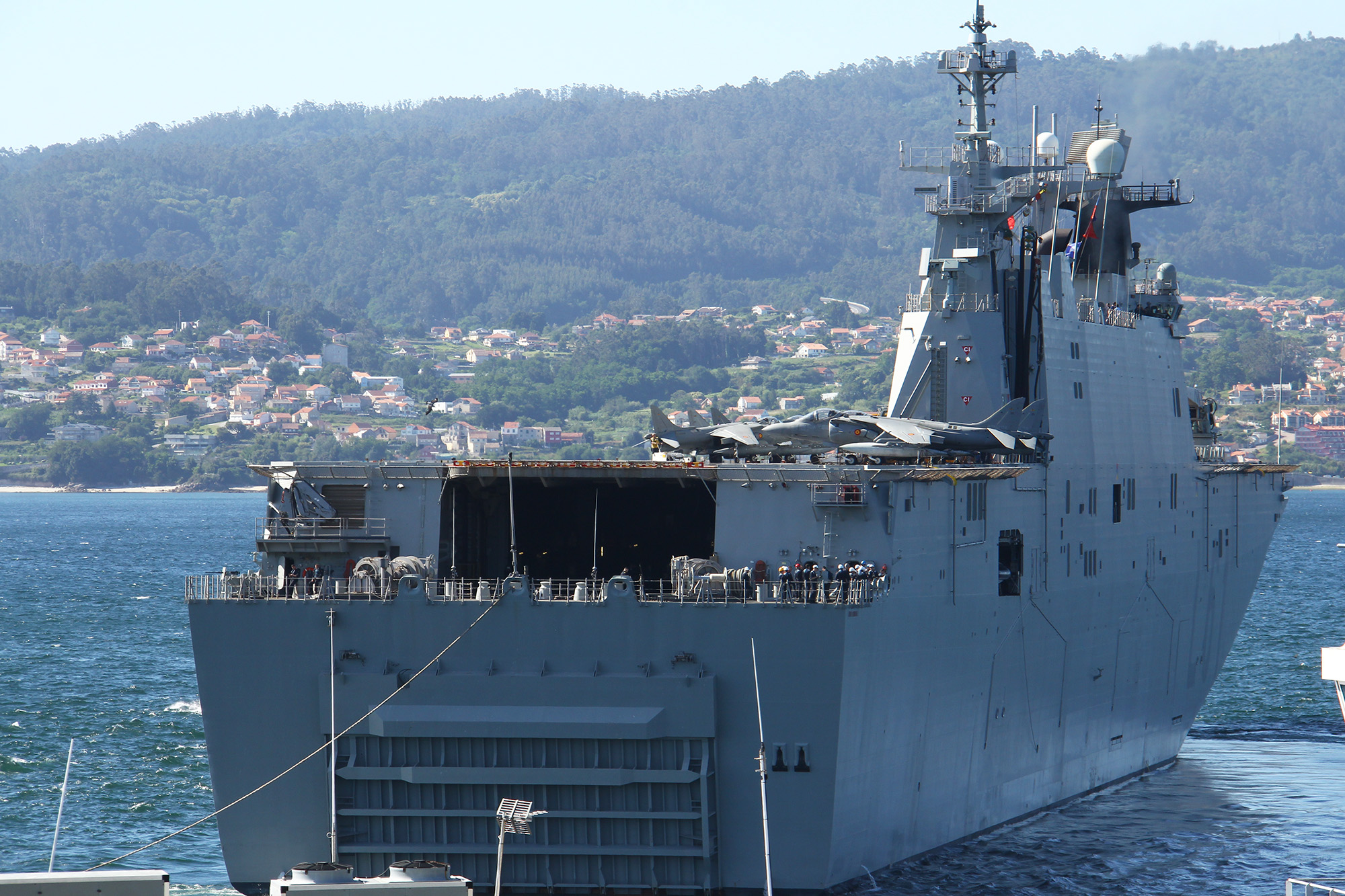
Vista trasera del buque.
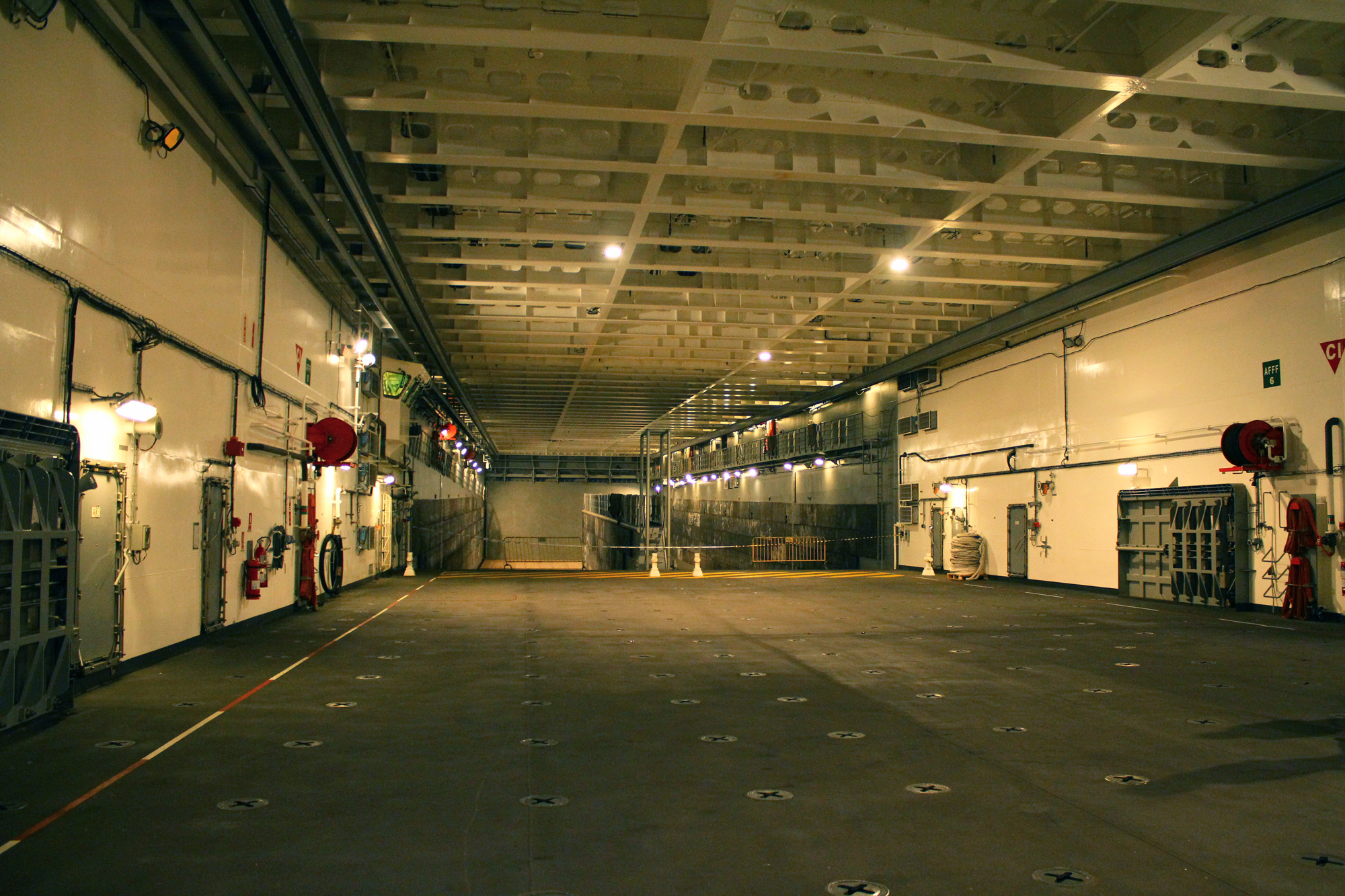
Dique inundable.
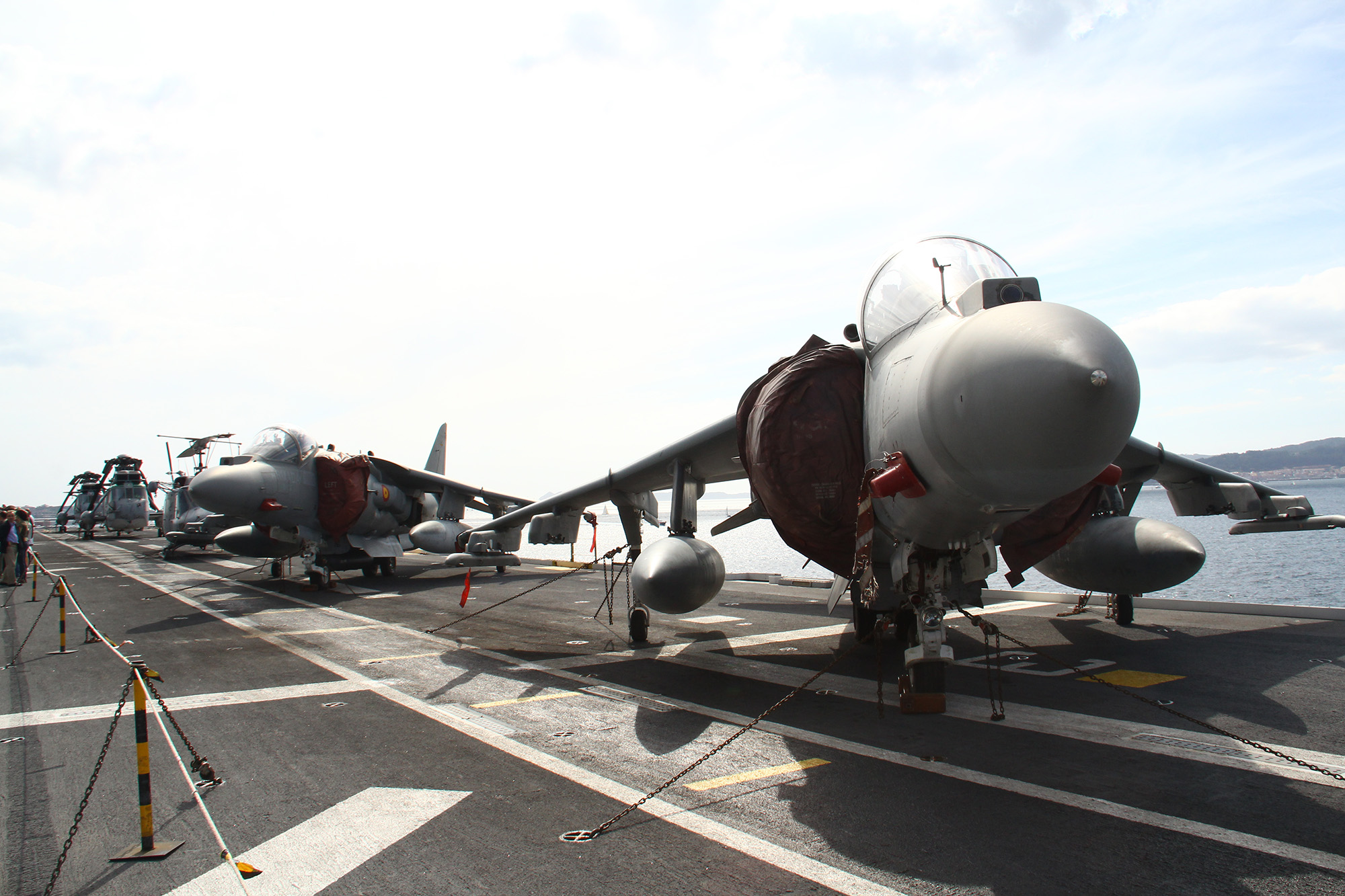
Aviones y helicópteros a bordo del L-61.

### Buques similares
• HMAS Canberra (LHD 02)
• HMAS Adelaide (LHD 01)
• TCG Anadolu (L-408)
• Clase Tarawa
• Clase Wasp
• Clase Mistral

### Listas relacionadas
• Buques de asalto anfibio por países
• Portaaviones por país
• Materiales de la Infantería de Marina Española